# Renault Messenger
Renault Messenger, oprindeligt solgt som Renault B-serie, var en let lastbil bygget af Renault Trucks. Modellen afløste Renault Super Goélette SG2. Chassiset og komponenterne var bygget på en fast chassisramme, hvorpå kabinen fra Renault Master I var bygget. Modellen havde som udgangspunkt baghjulstræk, men kunne også fås med firehjulstræk. Modellen blev fra oktober 1982 bygget i Batilly.
Modellen fandtes som ladvogn med enkelt- eller dobbeltkabine, kassevogn med 12 m³ lastrum og som chassis til opbygning. Den tilladte totalvægt lå alt efter version mellem 3,5 og 6,5 ton. Modellen fandtes med en 2,0-liters benzinmotor med 59 kW (80 hk) og en 2,5-liters dieselmotor fra Sofim med 53 kW (72 hk).
Både foran og bagpå havde modellen stiv aksel med bladfjedre og hydrauliske støddæmpere. Modellen havde ventilerede skivebremser på forhjulene og tromlebremser på baghjulene.
Fra 1986 fandtes benzinmotoren også med turbolader, hvorved effekten steg til 68 kW (92 hk), som i 1990 blev øget til 78 kW (106 hk). I 1992 fik motoren intercooler og 85 kW (116 hk).
I 1993 fik modellen en ny kølergrill, og i 1996 fik turbomotoren 90 kW (122 hk).
Modellen blev i 1999 afløst af Renault Mascott.